# 熊密
熊密（1558年—1598年），字子縝，號小峩，四川順慶府廣安州人，民籍。

## 生平
戊午年正月初一日生，行四，治《書經》，由增廣生中式萬曆十三年（1585年）乙酉科四川鄉試四十名舉人，年二十九歲中式萬曆十四年（1586年）丙戌科會試二百五十四名，第三甲第六十二名進士。吏部觀政，本年六月授直隸嘉定縣知縣，二十一年升户部江西司主事，二十五年管下粮所，二十六年湖廣监兑，本年卒。

## 家族
曾祖熊萬金，壽官；祖熊廣山，荊州府經歷；父熊廷友（敕封序班）；本生父熊廷聘（生員）；母李氏；楊氏；本生母楊氏。慈侍下，兄軒；岳（鴻臚寺鳴贊）；輿；鎰；錫（監生）；載；璉（俱廩生）；軾；偉（廩生），弟岱，子以璋；以璜。